# Isidre Lleys i Pagès
Isidre Lleys i Pagès (Figueres, 1837 – 5 de febrer del 1922) va ser sacerdot i músic.
Era nebot del músic i compositor Jaume-Joan Lleys, mestre de capella de l'església parroquial de Castelló d'Empúries, que en morir el 1853 li llegà els seus papers de música i un piano. Aquest oncle seu i l'organista Bernat Papell donaren a Isidre Lleys la seva formació musical. El 1855, en morir Antoni Bonet, organista de l'església parroquial de Sant Pere de Figueres, s'oferí per substituir-lo i fou acceptat. Quatre anys més tard s'ordenà sacerdot. Es presentà a les oposicions per a organista de Santa Maria del Mar de Barcelona i, encara que les guanyà, renuncià a la plaça per quedar-se a la seva ciutat natal. Continuà tocant l'orgue de la parròquia de Figueres la resta de la seva vida, i admirà els oients amb les seves grans qualitats (hom l'ha adjectivat "genial") com a instrumentista i improvisador. Entre altres obres compongué un Ave verum Corpus per a gran orquestra.
Donà lliçons de música a fills de la societat benestant figuerenca. Entre els deixebles que formà tingué els músics empordanesos Albert Cotó, Antoni Juncà i Josep Maria Cervera (a qui ensenyà piano i orgue).
En morir mossèn Lleys s'extingí el Benefici de Sant Llorenç i Pere, o de l'orgue, una subvenció anual que des del 1601 l'ajuntament concedia per al manteniment de l'organista parroquial. A Isidre Lleys el succeí en el càrrec d'organista Josep Maria Albert que també era sacerdot.